# Щитники (Прошовицький повіт)
Щитники (пол. Szczytniki) — село в Польщі, у гміні Прошовиці Прошовицького повіту Малопольського воєводства.
Населення — 360 осіб (2011).
У 1975-1998 роках село належало до Краківського воєводства.

## Демографія
Демографічна структура станом на 31 березня 2011 року:
|          | Загалом | Допрацездатний вік | Працездатний вік | Постпрацездатний вік |
| -------- | ------- | ------------------ | ---------------- | -------------------- |
| Чоловіки | 172     | 42                 | 109              | 21                   |
| Жінки    | 188     | 42                 | 96               | 50                   |
| Разом    | 360     | 84                 | 205              | 71                   |